# Oligosita hawaiiana
Oligosita hawaiiana är en stekelart som beskrevs av Gennaro Viggiani 1981. Oligosita hawaiiana ingår i släktet Oligosita och familjen hårstrimsteklar. Inga underarter finns listade i Catalogue of Life.